# Fortín Zalazar
Fortín Zalazar este un oraș din departamentul Presidente Hayes, Paraguay.